# Wapen van Hemrik

Wapen van Hemrik

Het wapen van Hemrik is het dorpswapen van het Nederlandse dorp Hemrik, in de Friese gemeente Opsterland. Het wapen werd in 1996 geregistreerd.

## Beschrijving
De blazoenering van het wapen luidt als volgt:
In sinopel drie palen van zilver en een schildhoofd van goud, beladen met een Sint Andrieskruisje, ter weerszijden vergezeld van een liggende turf, alles van keel.
De heraldische kleuren zijn: sinopel (groen), zilver (zilver), goud (goud) en keel (rood).

## Symboliek
- Gouden schildhoofd: staat voor de zandrug waar het dorp op ontstaan is.[3]

Rood andreaskruis: symbool voor Andreas, patroonheilige van de kerk van Hemrik.
- Rode turven: duidt op de vervening in het gebied.[3]
- Groene en zilveren palen: beeldt het landschap uit met noord-zuid lopende stroken grasland en sloten.[3]